# Beyond Sanctorum
Beyond Sanctorum is het tweede album van de Zweedse symfonische metalband Therion. Dit album is net zoals Of Darkness..., het eerste album, geen symfonische metalplaat. Het kan echter het beste geklassifiseerd worden als Progressieve deathmetal.

## Tracklist
1. Future Consciousness
2. Pandemonic Outbreak
3. Cthulhu
4. Symphony Of The Dead
5. Beyond Sanctorum
6. Enter The Depths Of Eternal Darkness
7. Illusions Of Life
8. Way
9. Paths